# Chițorani, Prahova
Chițorani (în trecut, Gâlmeele) este un sat în comuna Bucov din județul Prahova, Muntenia, România. Satul se află în partea central-estică a județului, în Subcarpații de Curbură, la o distanță de 9–10 km depărtare de Ploiești. La recensământul din 2002 avea o populație de 1184 locuitori. Localitatea este traversată de DN1B. În zona localității se cultivă vița de vie, ea fiind aflată în partea vestică a zonei viticole Dealul Mare.
Biserica Sf. Stelian din sat este declarată monument istoric, fiind clădită la 1797, de paharnicul Constantin Cantacuzino și soția sa, Smaranda.